# موسجرافيت (حجر)
موسجرافيت (بالإنجليزية: Musgravite)‏ هو أكسيد معدني نادر يستخدم كحجر كريم. هو من عائلة أحجار التافيت،   صلابته من 8 إلى 8.5 على مقياس موس. ونظرًا لندرته، يصل سعر القيراط الواحد منه 35000 دولار أمريكي.